# KTNN-AM
Koordinaten: 35° 54′ 37″ N, 108° 46′ 27″ W

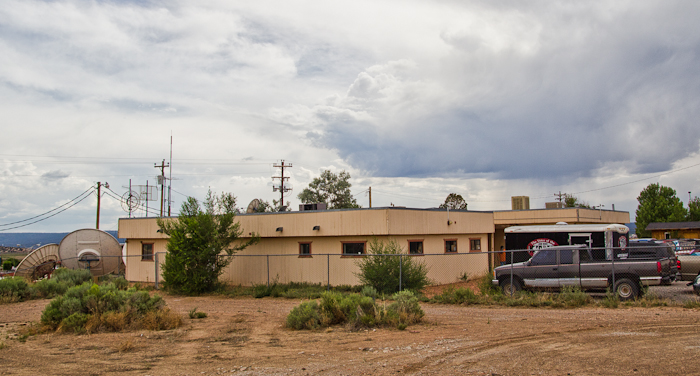
Studio von KTNN in Window Rock

KTNN-AM ist ein navajosprachiger Radiosender in Window Rock, Arizona, dem Sitz der Regierung der Navajo Nation. Er sendet mit einer Sendeleistung von 5.000 Watt ERP auf der 'Clear Channel'-Frequenz 660 kHz. Tagsüber wird über eine Rundstrahlantenne gesendet. Um die Station WFAN in New York auf der gleichen Frequenz nachts nicht zu stören, müssen in der Nacht Richtstrahlantennen verwendet werden. Im Gegensatz zu fast allen anderen Mittelwellenstationen in den USA muss die Leistung nachts nicht reduziert werden. Es handelt sich also um eine 'powerhouse'-Station, die nachts über Tausende von Kilometern zu empfangen ist. Der Sender selbst befindet sich in New Mexico. Das Motto der Station lautet 'The Voice of the Navajo Nation'. Neben der AM-Station gibt es auch eine FM-Station KTNN-FM, die ebenfalls von der Navajo Nation betrieben wird.
KTNN ist das amtliche Rufzeichen, buchstabenweise gesprochen, ausgegeben von der amerikanischen Fernmeldebehörde Federal Communications Commission (FCC). 'TNN' steht für 'The Navajo Nation'.